# Еусоциалност
Еусоциалността (от гръцки εὖ eu „добър“ и социален ), най-високото ниво на организация на социалността , се определя от следните характеристики: съвместна грижа за потомството (включително грижа за потомство от други индивиди), припокриващи се поколения в колония от възрастни и разделение на труда на репродуктивни и нерепродуктивни групи. Разделението на труда създава специализирани поведенчески групи в обществото на животните, които понякога се наричат „касти“. Еусоциалността се отличава от всички други социални системи, тъй като индивидите от поне една каста обикновено губят способността да изпълняват поне едно поведение, характерно за индивидите от друга каста.[необходимо е уточнение]
Евсоциалност съществува при някои насекоми , ракообразни и бозайници . Най-вече се наблюдава и изучава при Hymenoptera ( мравки , пчели и оси ) и Isoptera ( термити ). Колонията има кастови различия: кралиците и репродуктивните мъжки поемат ролите на единствените репродуктори, докато войниците и работниците работят заедно, за да създадат жизнена ситуация, благоприятна за потомството. В допълнение към Hymenoptera и Isoptera, сред гризачите има две известни еусоциални гръбначни животни : голият къртица и Damaraland къртица . Някои скариди , като например Synalpheus regalis , също са еусоциални. EO Wilson и други твърдят, че хората са развили слаба форма на еусоциалност, но тези аргументи са оспорени.